# دخلة روبل

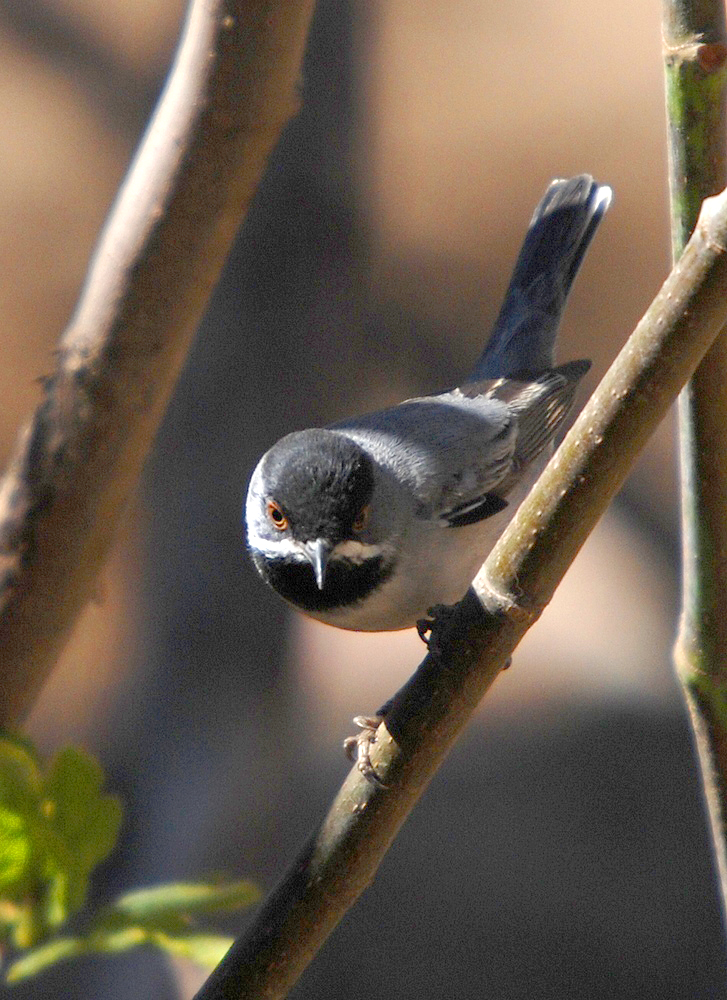

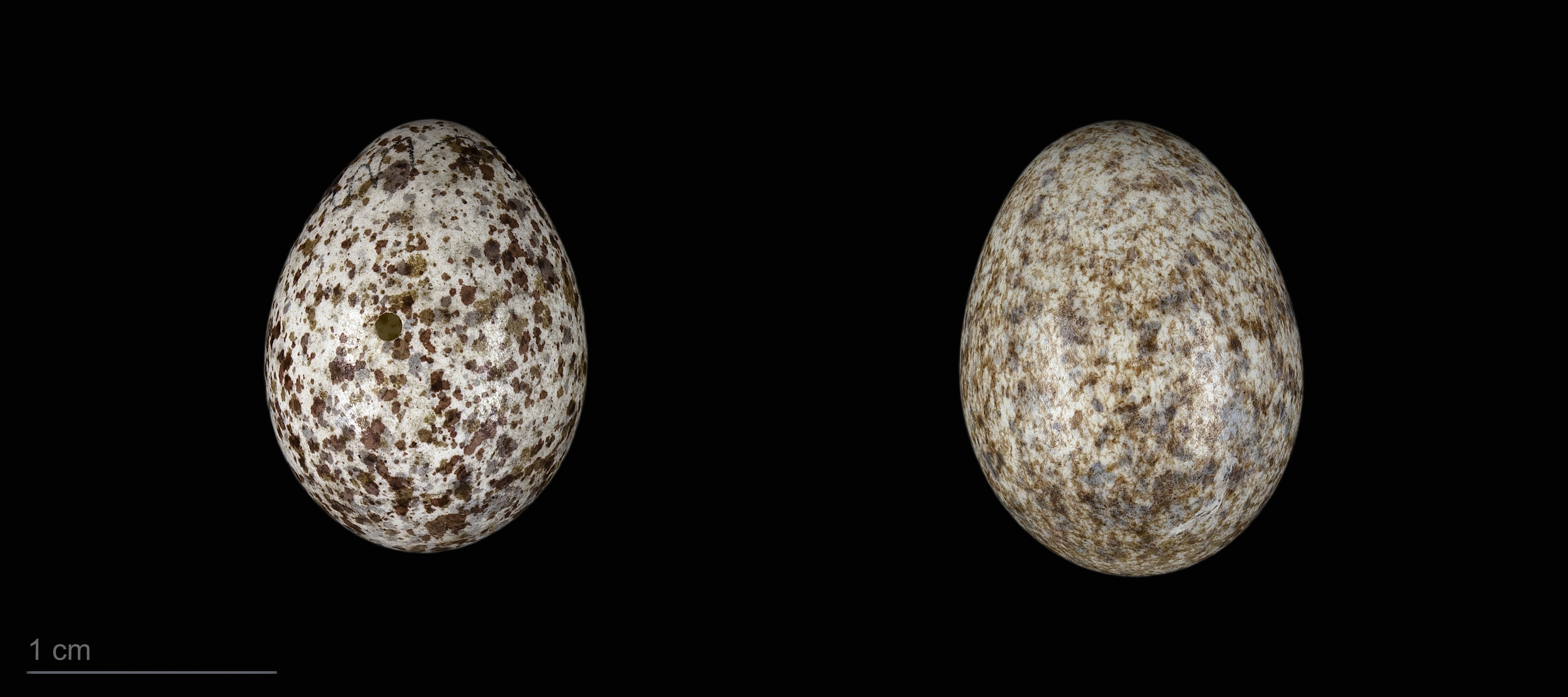
بيوض داخلة روبل

دخلة روبل يسمى أيضا هازجة روبل (الاسم العلمي: Sylvia rueppelli) (بالإنجليزية: Rüppell's Warbler)‏، هو طائر ينتمي إلى طيور مغردة (فصيلة: Sylviidae).